# كرايغ لويس
كرايغ لويس (بالإنجليزية: Craig Lewis)‏ هو دراج أمريكي، ولد في 10 يناير 1985 في Moore, South Carolina ‏ في الولايات المتحدة.

## وصلات خارجية
- كرايغ لويس على موقع الاتحاد الدولي للدراجات (الإنجليزية)
- كرايغ لويس على موقع أرشيف الدراجات (الإنجليزية)
- كرايغ لويس على موقع إحصائيات الدراجات الإحترافية (الإنجليزية)
- كرايغ لويس على موقع نسبة الدراجات (الإنجليزية)
- كرايغ لويس على موقع CycleBase (الإنجليزية)